# مجدي راسخ
مجدي راسخ (12 ديسمبر 1943 -)، هو رجل أعمال مصري ووالد زوجة علاء مبارك، الابن الأصغر للرئيس المصري السابق حسني مبارك.

## حياته ونشأته
ولد بالقاهرة 12 ديسمبر 1943، وتخرج عام 1966 في كلية التجارة جامعة حلوان، وكان قد ترك الكلية الفنية العسكرية بعد عام واحد ليلتحق بالتجارة، أما زوجته ميرفت قدري عيد فهي أيضاً خريجة الكلية نفسها عام 1968 وقد تعارفا في الجامعة وكانت ميرفت تعيش في الإسماعيلية فهي من إحدى عائلات تلك المدينة، وجدها هو ابن خال المهندس عثمان أحمد عثمان. ميرفت لديها خمس شقيقات هن: إيمان المتزوجة من المهندس أسامة طه وسلوى المتزوجة من معتز نعماني وسيدي المتزوجة من رجل الأعمال شريف سكر، ومنى المتزوجة من رجل الأعمال شفيق البغدادي وعزة المتزوجة من سمير منصور.

## مسيرته
عمل مجدي راسخ بعد تخرجه في مركز الأهرام للمعلومات والحاسب الآلي، ثم سافر إلى الكويت وعاد ليؤسس شركة لتكنولوجيا الاتصالات في حي المهندسين
مجدي راسخ هو زوج ميرفت قدري عيد، ووالد هيدي وهنا، والأخيرة متزوجة من شريف البنا- رئيس مجلس إدارة شركة السادس من اكتوبر للتنمية والاستثمار "سوديك" وهي شركة كبرى من أبرز أعضاء مجلس إدارتها والمشاركين فيها شفيق البغدادي المدير المالي والإداري. ويصل رأس المال المصرح به إلى خمسمئة مليون جنيه مصري ورأس المال المصدر مئة مليون جنيه مصري. وهو رئيس شركة النيل للاتصالات ورئيس شركة "رينجو" للاتصالات التي تعد أكبر شركة لكبائن الاتصالات في مصر. عمل مجدي راسخ مع رجل الأعمال محمد نصير صاحب "فودافون" للاتصالات حتى مصاهرته للرئيس.
اتجه مجدي راسخ إلى الاستثمار في الغاز وأسس الشركة الوطنية للغاز (ش.م.م) في عام 1998 عقب صدور قانون الهيئة العامة للاستثمار والمناطق الحرة رقم 961 لسنة 1998. وتعمل الشركة في مجال نقل وتوزيع الغاز الطبيعي من مناطق الإنتاج إلى العملاء بالمنازل والعملاء في مجال التجارة والصناعة. وهو من أبرز المساهمين في الشبكة الثالثة للمحمول في مصر. كما أنه وكيل شركة "كاتيك" الصينية التي تصنع الجرارات وتعمل في مجال السكك الحديدية.
وراسخ هو رئيس مجلس إدارة شركة السادس من أكتوبر للتنمية والاستثمار "سوديك" وهي شركة كبرى من أبرز أعضاء مجلس إدارتها والمشاركين فيها شفيق بغدادي المدير المالي والإداري. وهي الشركة التي أنجزت مجموعة من المشروعات منها "بيفرلي هيلز" ويصل رأس المال المصرح به إلى 500 مليون جنيه مصري ورأس المال المصدر 100 مليون جنيه مصري. كما يشغل راسخ منصب رئيس شركة النيل للاتصالات ورئيس شركة "رينجو" للاتصالات التي تعد أكبر شركة لكبائن الاتصالات في مصر، وهو من أبرز المساهمين في الشبكة الثالثة للمحمول في مصر. كما أنه وكيل شركة "كاتيك" الصينية التي تصنع الجرارات وتعمل في مجال السكك الحديدية
وهو من أبرز المساهمين في الشبكة الثالثة للمحمول في مصر وكان الخبراء قد تساءلوا عن المتغيرات التي طرأت، وجعلت السوق المصرية قابلة لإنشاء شبكة ثالثة رغم استمرار تردى الأوضاع الاقتصادية مع إشارات ذات مغزى حول هل كان القضاء على فكرة الشبكة الثالثة مجرد تمهيدي لمنح رخصة التشغيل لحساب المستثمرين من القطاع الخاص على حساب الشركة الوطنية للاتصالات، وفي حال تم الشروع في إنشاء مثل تلك الشبكة الثالثة، قد الخبراء أن تكلفتها يمكن أن تصل إلى نحو 350 مليون دولار أميركي، وهو تقريبا ً نفس المبالغة الذي كان مطلوباً لتأسيس الشبكة قبل الآن، وقيل وقتها أن هناك صعوبة في تدبير مثل هذا المبلغ بالدولار الأمريكي.
أنجب مجدي راسخ وزوجته ميرفت ابنتين: هيدي وهنا التي تزوجت من أحد رجال السياحة وهو شريف البنا نجل عضو مجلس الشعب في البحيرة محمد البنا. هيدي تخرجت في جامعة القاهرة كلية السياسة والاقتصاد وقد تمت خطبتها إلى علاء مبارك في أثناء دراستها في الكلية حيث كانت هناك صديقة مشتركة للعائلتين هي الراحلة ماجدة موسى، وكان زفاف محمد العصفوري نجل ماجدة موسى فرصة للتعارف الأول بين هيدي وعلاء، حيث جمعتهما مائدة واحدة في هذه المناسبة. ويعلم أصدقاء العائلتين أن قراءة فاتحة الزواج تمت في منزل مجدي راسخ بالجيزة جرياً على العرف المتبع في الأسر المصرية.

## القبض عليه
بعد قيام ثورة 25 يناير وتنحي الرئيس السابق حسني مبارك في 11 فبراير 2011، أصدر المستشار عبد المجيد محمود النائب العام في 16 فبراير بمنع مجدي راسخ، وعدد من رؤساء الهيئات والشركات التابعة لعدد من الوزراء والمسئولين من مغادرة البلاد، وذلك لاستكمال التحقيقات التي تجريها نيابة الأموال العامة، فيما قدم من بلاغات، ووجه فيها الاتهامات إلي الأشخاص السابق ذكرهم من التربح والإضرار العمدي بالمال العام. وفي 18 مايو 2011 أحالته النيابة العامة إلى محكمة الجنايات في تهم تتصل بالفساد هو ورئيس الإسكان السابق محمد ابراهيم سليمان. طبقا لقرار الاتهام -الذي أعدته نيابة الأموال العامة العليا برئاسة المستشار علي الهواري المحامي العام الأول للنيابة- ينتظر أن يحاكم المتهمون في قضايا تتعلق بارتكاب جرائم التربح والإضرار العمدي بالمال العام والاشتراك فيها، من خلال عمليات تخصيص وبيع أراضي الدولة. وأشار المستشار السعيد إلى أن الأرض التي تتركز حولها الاتهامات مساحتها 2550 فدانا بمدينة الشيخ زايد، غير أن وزارة الإسكان اكتفت بسحب جزء منها مساحته 885 فدانا فقط، مما جعل ربح رجل الأعمال مجدي راسخ والشركة التي يمثلها يصل 907.7 ملايين جنيه، فضلا عن التصريح له ببيع مساحة مليون متر من هذه الأرض للغير على خلاف القواعد، الأمر الذي جعله يربح مبلغا ماليا آخر قدره 81 مليون جنيه (الدولار يعادل 5.95 جنيه مصري تقريبا). كما ذكرت النيابة أن وزير الإسكان الأسبق أعفى راسخ من سداد 13.8 مليون جنيه كرسوم تفرض على جميع الشركات.
في 19 مايو 2011، أقامت شركة ناشيونال گاز للغازات والتي يسهم فيها مجدي راسخ بالنصيب الأكبر، دعوى قضائية ضد مصر أمام المركز الدولي لمنازعات الاستثمار (إكسيد)، لتحصيل مبلغ 254 مليون جنيه من الحكومة المصرية ضد الهيئة العامة للبترول، تنفيذاً لقرار هيئة التحكيم ضد مصر صدر عام 2009.
كانت ناشيونال گاز قد استصدرت حكم في 19 مايو 2010 قراراً من محكمة باريس بالتحفظ على أموال الهيئة العامة للبترول في الخارج، بادعائها أنه صدر لصالحها حكم تجاري من مركز القاهرة الاقليمي للتحكيم الدولي بتغريم الهيئة 254 مليون جنيه، كفارق أسعار تستحقه الشركة لتنفيذ مشروع توصيل الغاز الطبيعي للمناطق السكنية والتجارية والصناعية بمحافظة الشرقية بين عامي 1999 و2008.
تم اختيار لجنة من مركز القاهرة الإقليمى للتحكيم لحل النزاع بين الشركة والوكالة تضم أستاذ قانون فرنسياً من أصل سورى يدعى جورج عفاكي رئيسا لهيئة التحكيم. واختارت الشركة أستاذ القانون حسام عيسى، واختارت هيئة البترول المستشار يسرى زين العابدين كبير مستشارى مجلس الوزراء، وصدر الحكم بموافقة أغلبية الأعضاء على رأسهم الدكتور حسام عيسى بأحقية الشركة في تحصيل 253 مليوناً و400 ألف جنيه من الهيئة. في أكتوبر 2009 أصدرت محكمة القضاء الاداري المصرية قرارها ببطلان حكم لجنة التحكيم، وكذلك فعلت محكمة استئناف القاهرة في مايو 2010.
حسب جريدة الشروق، أن وزير البترول الأسبق سامح فهمي، لم يبد حماسا لصدور حكمى بطلان التحكيم ضد شركة مجدى راسخ، رغم أنه من طلب منه في بادئ الأمر الدفاع عن هيئة البترول، ورغم أن الحكمين يضمنان حقا للهيئة في مبلغ ربع مليار جنيه بالقانون.

### فضيحة أراضي شمال خليج السويس
صرح اللواء عمر الشوادفي، رئيس المركز الوطني لتخطيط استخدامات أراضي الدولة، الذي صرح، حسب النائب المصري السابق جمال زهران، إن نحو 16 مليون فدان تم الاستيلاء عليها من مافيا الأراضي وتقدر قيمتها بنحو 800 مليار جنيه.
يشار إلى أن المساحة المنهوبة تصل إلى 16 مليون فدان أي 67.2 ألف كيلومتر مربع وهو ما يزيد عن مساحة فلسطين والكويت وقطر ولبنان والبحرين مجتمعة.
والمبلغ المشار إليه يمثل السعر السوقي للأراضي التي باعتها الدولة بثمن بخس لست جهات هي أحمد عز، ومجدى راسخ، وهشام طلعت مصطفى، ومحمد فريد خميس، ومحمد أبو العينين، والشركات الخليجية: الفطيم كابيتال الإماراتية وإعمار الإماراتية وداماك الإماراتية وQEC من قطر.
وقد خصصت الحكومة 100 كيلومتر شمال غرب خليج السويس وقسمتها بين خمس جهات دون الإعلان عن مناقصات أو مزايدات وذلك بواقع خمس جنيهات لكل متر مربع، إلا أن هذه الجهات دفعت جنيهًا واحدا عن كل متر وخصصت المنطقة المذكورة بذريعة تنميتها.
والجهات الخمس التي نهبت المنطقة المذكورة التي دفع رجال الفرقة 19 بالجيش الثالث الدم الغالي في استردادها هي أحمد عز ومحمد فريد خميس ومحمد أبو العينين ونجيب ساويرس والشركة الصينية.

### إهدار المال العام
في 17 مارس 2012، أفاد تقرير هيئة الرقابة الإدارية بعقد علاء مبارك صفقة مع الحكومة و4 شركات اتصالات محلية ودولية، حاول علاء مبارك فرض إتاوات عليها، مما دفع هذه الشركات إلى رفض الاستمرار في الصفقة. والصفقة تتعلق بتقدم 4 شركات في نهاية 2009 للحصول مجتمعة على ترخيص لاتخاذ الأراضى المصرية كمسار لأكبر شبكة كابلات دولية للاتصالات والإنترنت، تربط أفريقيا وآسيا بأوروبا عبر مصر، في إطار مشروع يبدأ برأسمال 445 مليون دولار، والشركات هى: شركة منبثقة عن المصرية للاتصالات وشريك أجنبى، وشركة منبثقة عن أوراسكوم تيليكوم وشريك أجنبى، وشركة جلف بريدج (جسر الخليج) وهي كويتية مديرها التنفيذى مصرى شاب يدعى أحمد مكي، والشركة الرابعة بريطانية الجنسية. وافقت الحكومة ووافق الجهاز القومى لتنظيم الاتصالات وتبقت موافقة وزارة الداخلية التى عليها تأمين شبكة الكابلات، وهنا تدخل علاء مبارك فطلب من حبيب العادلي اشتراط مرور أنبوب الكابلات في خط مواز لخط سوميد للبترول حتى يوفر على الداخلية مسألة التأمين، وتكون جهود التأمين للخطين واحدة، فوافقت الشركات، وبناء على ذلك كان لابد أن تحصل على موافقة من وزارة البترول بتمرير أنبوب كابلات الاتصالات بجانب خط سوميد. عندما تقدمت الشركات بطلب لوزارة البترول فوجئت بتخصيص سامح فهمي حق إنشاء أنبوب للكابلات بجوار خط سوميد لشركة تتبع مجدي راسخ، ويشارك فيها صهره علاء، رغم أن شركة راسخ وهمية وهى مجرد حبر على ورق، ورغم أنها شركة اتصالات إلا أنه ليس لها أى دور او استثمار يذكر في هذا المجال.
وأشار التقرير إلى أن علاء وصهره طلبا من الشركات الأربع دفع 17.5 مليون دولار لكل شركة بإجمالي 70 مليون دولار (نحو 380 مليون جنيه مصرى آنذاك) مقابل التنازل عن تخصيص المرور بجوار خط سوميد، ولما رفضت الشركات الأربع دفع المبالغ ولجأت مرة أخرى لوزارة الداخلية تطرح عليها مسارات أخرى غير المسار الموازى لخط سوميد، رفض العادلى وتوقفت الصفقة.
وكانت مصر ستحصل على مكاسب متعددة من الناحية المادية والاستراتيجية لو تمت الصفقة، وأن إنشاء شبكة الكابلات هذه كانت ستدر على مصر في العام 2011 مبلغ 750 مليون دولار، وأن هذا المبلغ كان سيرتفع في عام 2016 إلى بليوني دولار، وهو سعر تمرير الكابلات على أرض مصر فقط.

## في عهد السيسي
بعد ثورة يناير لم يكف مجدى راسخ عن الذهاب إلى شرم الشيخ للعب الطاولة مع مبارك إلى أن أصبح مطلوبا على ذمة قضايا تندرج تحت الفساد المالى.
لكنه قبل القبض عليه بساعات ترك شقته المطلة على نيل الجيزة بجوار فندق شيراتون وكأن هناك من أبلغه بأمر ضبطه وإحضاره. ولم تمنع زوجته ميرفت قدرى قوة الشرطة من تقتيش المكان فقد كانت متأكدة أنه لم يغادر المكان فقط وإنما ربما غادر البلاد أيضًا.
وحسب شهود عيان فإنهم التقوا به أكثر من مرة في مطاعم دبي الفاخرة. وهناك من يعرف المنتجع السكنى الذى يعيش فيه هناك. ويستقبل فيه أفرادا من عائلته.
وباختفاء مجدى راسخ بعيدا عن المحاكمات الجنائية ظهر على سطح البيزنس من يمثله ويدير أعماله ويضاعف استثماراته نيابة عنه.. في كل قطاع من القطاعات التى يعمل فيها نجد شخصا واجهة أو شريكا مناسبا يمثله ولو دون إفصاح. في قطاع الاتصالات مثلا نجد حمدي عطا وفي قطاع البترول نجد عصام كفافي.
ظهر عصام كفافى نيابة عن مجدى رأسخ أو معبرا عن مصالحه ــ في وزارة البترول يوم الثلاثاء 7 يوليو الماضى وكيلا لشركة روسنفت الروسية التى وافق شريف إسماعيل على التوقيع معها على اتفاقيتين بقيمة 2.4 مليار دولار.
الاتفاقية الأولى وقعها عن الجانب المصرى خالد عبد البديع رئيس شركة إيجاس لتوريد 24 شحنة غاز مسال لمدة عامين اعتبارا من الربع الأخير من العام الجارى لتلبية احتياجات السوق المحلى حسب ما صرح به شريف إسماعيل نفسه.
والاتفاقية الثانية وقعها عن الجانب المصرى طارق الملا رئيس هيئة البترول لاستيراد منتجات بترولية رئيسية «بنزين وسولار وبوتاجاز ومازوت وبتيومين» حسب ما صرح به طارق الملا نفسه.
ووقع العقد عن الجانب الروسى إيگور ستشين رئيس شركة روسنفت الذى سبق والتقى بالرئيس أثناء زيارته الأخيرة إلى موسكو.
والحقيقة أن شركة روسنفت شركة مؤثرة في النفط عالميا، وقريبة من دوائر صنع القرار في الكرملين، وأنشطتها متكاملة من التنقيب إلى التسويق. ولها استثمارات في كثير من دول العالم مثل الجزائر وكازاخستان.
لا اعتراض على الشركة لكننا نتساءل عن وكيلها الظاهر عصام كفافى ووكيلها الخفى مجدى راسخ كيف توصلا إلى مثل هذا العقد؟ وكيف أقنعا وزارة البترول به ؟ خاصة أنه يعود عليهما بمئات الملايين من الدولارات وهل كان ممكنا التوقيع مباشرة مع الحكومة الروسية «خاصة أن روسنفت شركة حكومية» دون وسطاء؟
كانت الحجة التى مررت بها الصفقة أن الشركة الروسية سوف تقدم تسهيلات في الدفع وهى حجة واهية لأن غالبية الشركات المنافسة مستعدة لتقديم تسهيلات في الدفع.
ويقيم كفافى في دولة الإمارات وقد التقيت به صدفة في فندق قصر الإمارات وقت أن كان ينزل فيه الرئيس خلال زيارته الرسمية للدولة.. وحاول أن يدخل اجتماعا للرئيس ولكنه فشل تماما.
ويظهر كفافى في صور توقيع العقود بين الطرف المصرى والطرف الروسى.. مرة خلف رئيس الشركة الروسية.. ومرة بجانبه في نفس الصف الذى يقف فيه شريف إسماعيل وقيادات وزارة البترول.. ومرات أخرى في أماكن مختلفة.
ولو كانت وزارة البترول لا تعرف أن كفافي غطاء لمجدى راسخ فهذه مصيبة ولو عرفت فالمصيبة مضاعفة.
ولو كانت الوزارة تعرف الحقيقة فلماذا تعاقدت مع راسخ ــ ولو بطريقة غير مباشرة ــ بالأمر المباشر؟ لماذا منحته تلك الصفقة السمينة وهو ليس فقط رمزا لنظام مبارك وإنما بينه وبين إيجاس قضايا تحكيم أيضا.
بعد سنوات عمل في الكويت أسس راسخ شركة لتكنولوجيا الاتصالات ولكنه لم يصبح مليارديرا إلا بعد أن تزوجت ابنته هايدى من علاء مبارك.. فقد اتجه بعدها إلى الاستثمار في الغاز وأسس الشركة الوطنية للغاز وتعمل الشركة في نقل وتوزيع الغاز، كما عمل في التجارة ويعد من أبرز المساهمين في الشبكة الثالثة للمحمول كما أنه كان وكيلا لشركة كاتيك التى تصنع جرارات السكك الحديدية.

## حبسه
قضت محكمة جنايات القاهرة، بمعاقبته، وحسام رضا جنينة، بالسجن 10 سنوات لاتهامهما بالاستيلاء على أكثر من مليار جنيه من أموال مستهلكي الغاز.